# RD-0255
O RD-0255 é um módulo de propulsão composto de um motor principal RD-0256 e um motor de empuxo vetorial RD-0257. Ambos são alimentados com N2O4 e UDMH. Sendo que o RD-0256 usa um ciclo de combustão em estágios, enquanto o RD-0257 usa o ciclo de geração de gás, mais simples. Ele foi utilizado nos mísseis R-36MUTTKh (15A18) e R-36M2 (15A18M). Depois disso, foi usado no segundo estágio do foguete Dnepr que esteve em serviço até 2016.
O RD-0256 é uma versão melhorada do RD-0228 (15D84), sendo composto por um RD-0229 (15D84) como motor principal e um RD-0230 (15D79) como motor de empuxo vetorial. O RD-0228 foi desenvolvido entre 1967 e 1974 para a primeira geração do segundo estágio do ICBM R-36M (15D83), mas foi substituído durante a evolução do projeto pelo RD-0256. O RD-0228 estreou em 21 de Janeiro de 1973. Com o advento dos tratados START I e START II o RD-0228 foi descontinuado e seu sucessor, o RD-0256, só continuou com o foguete lançador Dnepr.